# 하동 정씨 열녀비각
하동정씨 열녀비각은 대한민국 충청북도 영동군 심천면에 있다. 1997년 7월 4일 영동군의 향토유적 제59호로 지정되었다.

## 개요
민보광의 처 하동정씨의 열행을 기리기 위해 세운 비각이다.